# Waiting...
Waiting... è una commedia del 2005 scritta e diretta da Rob McKittrick. Opera prima del regista, che ha scritto la sceneggiatura ai tempi in cui lavorava come cameriere. Del film è stato realizzato un sequel intitolato Still Waiting... diretto da Jeff Balis e nuovamente sceneggiato da McKittrick.

## Trama
Il film raccoglie diverse storie basate su personaggi differenti che lavorano come camerieri in una tavola calda. Uno dei protagonisti è Dean, un ragazzo che fa il cameriere da più di quattro anni. Un giorno scopre che il suo ex compagno di classe, Chett, è diventato un ingegnere, la cosa gli dà fastidio, tanto da sentirsi un fallito.
Dean cerca di motivarsi dando un senso alla sua vita, cercando di elevarsi lavorativamente, per non rimanere in eterno nella stessa tavola calda. Ma nonostante i buoni propositi, Dean finisce con l'abbandonarsi al divertimento più goliardico assieme agli amici e colleghi. Tra questi amici c'è Monty, che si trova a fare da guida sul lavoro a un nuovo assunto.